# Telewizor (album)
Telewizor – trzeci album Papriki Korps, nagrany w studio Q w Pile pod koniec 2003 roku, a wydany na CD 8 marca 2004, a także na 12 calowym winylu w listopadzie 2004. Oba wydawnictwa zostały wydane przez wytwórnię płytową Karrot Kommando.

## Lista utworów
1. „Don't Trust” – 3:21
2. „Crowd” – 3:46
3. „Kłamca” – 3:12
4. „Promises” – 3:22
5. „Camp Babylon” – 5:35
6. „Starting Line” – 4:02
7. „Kto” – 2:40
8. „Riddim” – 3:22
9. „To Conquer and to Rule” – 3:27
10. „Telewizor” – 3:49
11. „Gąsior Turysta” – 6:00
12. „Remote Control Promises” (Dr Emzk remix) – 3:26
13. „Don't Trust In Dub” (Activator Remix) – 4:12

## Inne Informacje
Nagraniem zajął się Tom Horn, natomiast miksowaniem Jarek „Smoku” Smak.
W jednym z utwórow ścieżkę sekcji dętej nagrali gościnnie muzycy nieistniejącej już niemieckiej Yellow Umbrelli, a w tytułowym utworze „Telewizor” pojawiają się unikatowe sample z pierwszej antyamerykańskiej manifestacji w Bagdadzie, nagrane na żywo przez DubMayoraYamę.
Niemiecka wersja albumu ukazała się nakładem wydawnictwa Moanin Records.